# PSK31

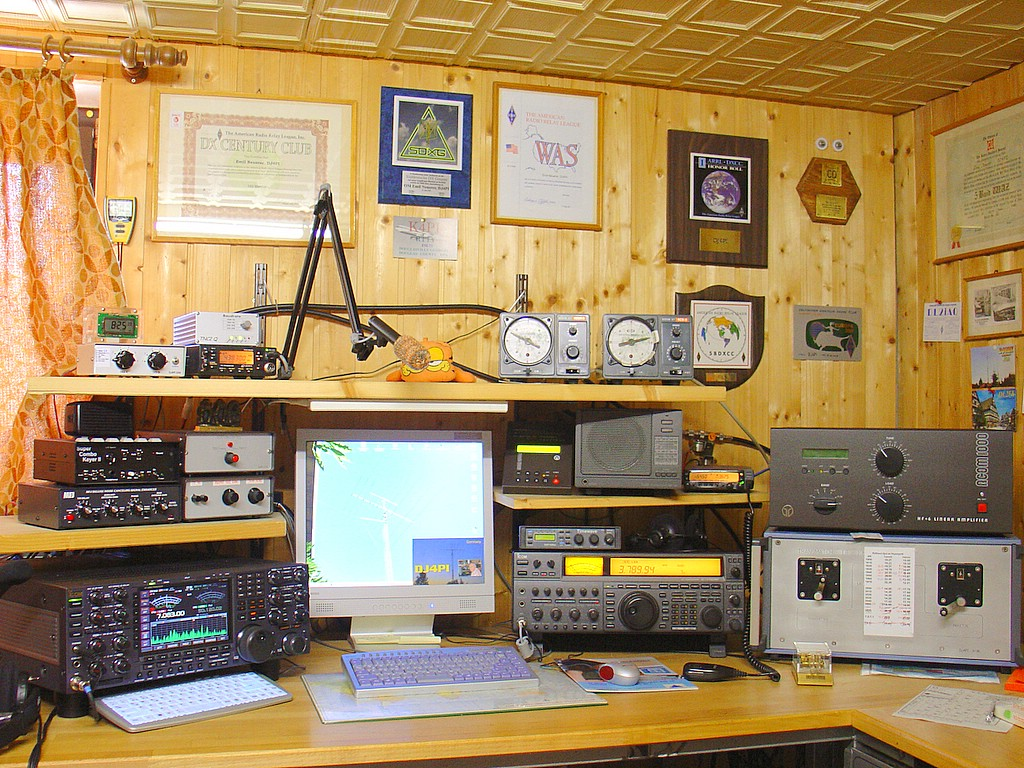
Exemple de shack de radioamateur.

Le PSK 31 (sigle pour Phase Shift Keying, 31 Baud) est une forme de modulation conversationnelle de clavier à clavier de type radiotélétype. Elle a été inventée dans les années 1990 par un radioamateur polonais puis développée par un autre radioamateur britannique. 
La vitesse de transmission, environ 50 mots par minute, est relativement lente par rapport au RTTY. La popularité de PSK31 s'est faite de bouche à oreille très rapidement au point d'avoir supplanté le RTTY qui garde cependant encore ses adeptes.

## Principe
Les lettres sont représentées par un codage de Huffman : chaque lettre est codée par une suite de bits de longueur variable, comme en alphabet morse. Les lettres sont séparées par (au moins) un double '0'.  La séquence '00' est donc absente dans les codes de lettre.  Le code le plus court, '1', est réservé à l'espace.  Le codage particulier utilisé est appelé Varicode (en).
Voici quelques exemples de lettres minuscules et capitales : 
| - e : 11 - t : 101 - i : 1101 - s : 10111 | - f : 111101 - y : 1011101 - k : 10111111 - q : 110111111 | - w : 1101011 - W : 101011101 - x : 11011111 - X : 101110101 |

Quelques exemples de ponctuation : 
- [ : 111110111
- ] : 111111011
- { : 1010110111
- } : 1010110101

Comme dans tout code de Huffman, les lettres moins fréquentes ont des codes plus longs que les lettres plus fréquentes. Par exemple, au contraire du e, la lettre q, peu courante dans le vocabulaire anglais, a un code volontairement long.
Les séquences de bits sont transmises de la façon suivante : 
Le 0 correspond à un signal en opposition de phase avec la porteuse, et le 1 à la porteuse elle-même.

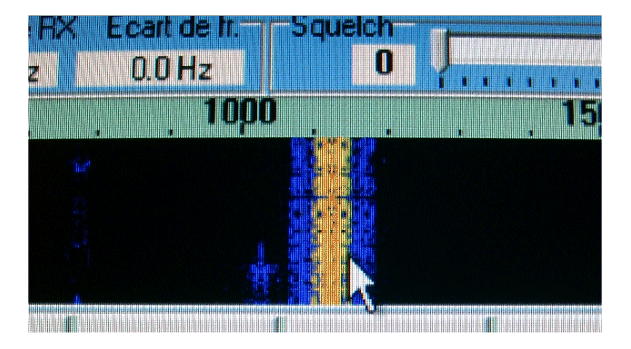
Tracé à l'écran d'une émission en PSK31.

La modulation peut être du BPSK ou du QPSK.  Le décodage se fait au moyen d'un décodeur de Viterbi (en).

## Avantages
- plus grande facilité d’utilisation que le RTTY ;
- faible largeur de bande 31,25 Hz par rapport  au RTTY (300 Hz) et surtout à la transmission en phonie (3 kHz),

## Inconvénients
- nécessité d’une bonne stabilité de l’émetteur en émission ;
- les caractères sont transmis en direct. Il n'y a donc pas de possibilité réelle de corriger les erreurs de frappe. Un appui sur la touche de correction envoie à la station réceptrice un code d'erreur. Le correspondant voit donc l'erreur : la lettre erronée s'affiche d'abord, puis le curseur revient en arrière et la lettre correcte s'affiche.

## Fréquences d'utilisation allouées
- 3580 kHz
- 5355 kHz
- 7035 kHz
- 10145 kHz
- 14070 kHz
- 18100 kHz
- 21080 kHz (mais en réalité 21070)
- 24920 kHz
- 28120 kHz